# Polynema blackbourni
Polynema blackbourni är en stekelart som beskrevs av Girault 1932. Polynema blackbourni ingår i släktet Polynema och familjen dvärgsteklar. Inga underarter finns listade i Catalogue of Life.